# Peter Altenberg
Peter Altenberg, pseudonimo di Richard Engländer (Vienna, 9 marzo 1859 – Vienna, 8 gennaio 1919), è stato uno scrittore, poeta e aforista austriaco.
Fu una figura fondamentale per la nascita del primo modernismo nella capitale austriaca.

## Biografia
Nacque con il nome di Richard Engländer il 9 marzo 1859. Il nome "Altenberg" deriva da una piccola cittadina sulle rive del Danubio. A quanto si dice scelse il nome "Peter" in onore di una giovane donna che ricorda come un amore non corrisposto (questo era stato il suo soprannome). Sebbene cresciuto in una famiglia ebraica della classe media, Altenberg si separò dalla sua famiglia d'origine, rinunciando sia agli studi giuridici sia a quelli di medicina, abbracciando lo stile di vita bohémien. Coltivava un aspetto e una calligrafia femminili, vestiva una mantellina, sandali e un cappello a larghe tese e disprezzava la mascolinità del "macho".
Alla fine del secolo, quando Vienna era il maggior centro della cultura e delle arti moderne, Altenberg aveva un ruolo molto influente nel movimento artistico e letterario conosciuto come “Giovane Vienna”. Era un contemporaneo di Karl Kraus, Gustav Mahler, Arthur Schnitzler, Gustav Klimt e Adolf Loos, con il quale ebbe una relazione di amicizia molto stretta. Oltre ad essere un poeta e uno scrittore di molte lettere, scrisse racconti, prose e saggi.
Divenne molto conosciuto a Vienna dopo la pubblicazione di un libro che raccoglieva frammentarie osservazioni sulle donne e i bambini nelle ordinarie attività che si svolgevano nelle strade. Dato che molte delle sue opere furono scritte mentre frequentava bar e sale da caffè viennesi, Altenberg è anche ricordato come un poeta di cabaret o di sale da caffè. Preferiva il Café Central, presso il quale si faceva persino consegnare la posta.
I detrattori di Altenberg (molti dei quali antisemiti) sostenevano che fosse dipendente da droghe e un donnaiolo. Girava anche voce che Altenberg avesse problemi di alcolismo e che soffrisse di una malattia mentale. Tuttavia gli ammiratori lo consideravano un individuo molto creativo, con un grande senso estetico della natura e della bellezza femminile. È nota la sua vasta collezione di fotografie e ritratti di giovani donne e quelle che lo conobbero bene (come la figlia del suo editore) scrissero della sua adorazione per le giovani donne.
Altenberg non fu mai uno scrittore di successo, ma poté godere dei benefici di una discreta notorietà. Alcuni componimenti poetici aforistici scritti sul retro di cartoline e ritagli di carta furono trasposti in musica dal compositore Alban Berg. Nel 1913, Five songs on picture postcard texts by Peter Altenberg fu eseguito per la prima volta a Vienna. Il pezzo creò scompiglio e la sua esecuzione venne sospesa: un'esecuzione completa del lavoro non si ebbe fino al 1952.
Era costantemente a corto di denaro, ma abile nel farsi amici, coltivando protettori e convincendo altri a pagare per i suoi pasti, il suo champagne e persino il suo affitto, per il quale era spesso in ritardo. Ripagava i debiti con il suo talento, il suo spirito e il suo charme. Molti accademici sostengono che lui sia stato “il bohémien dei bohémien”.
Molte opere di Altenberg furono pubblicate solo in tedesco e, al di fuori dei brani da antologia, sono di difficile reperimento. Gran parte di esse rimane nelle biblioteche universitarie e nelle collezioni private.
Altenberg, che non si sposò mai, morì l'8 gennaio 1919, all'età di 59 anni. Fu seppellito nel cimitero centrale di Vienna.

## Opere

### In tedesco
- Wie ich es sehe. S. Fischer, Berlin 1896; Manesse, Zürich 2007, ISBN 978-3-7175-2128-0
- Ashantee. Fischer, Berlin 1897; Loecker, Wien 2008, ISBN 978-3-85409-460-9
- Was der Tag mir zuträgt. Fünfundfünfzig neue Studien. Fischer, Berlin 1901
- Prodromos. Fischer, Berlin 1906
- Märchen des Lebens. Fischer, Berlin 1908; veränd. A. ebd. 1919
- Die Auswahl aus meinen Büchern. Fischer, Berlin 1908
- Bilderbögen des kleinen Lebens. Reiss, Berlin 1909
- Neues Altes. Fischer, Berlin 1911 (Digitalisat der UB Bielefeld)
- Semmering 1912. Fischer, Berlin 1913; verm. A. ebd. 1919
- Fechsung. Fischer, Berlin 1915
- Nachfechsung. Fischer, Berlin 1916
- Vita ipsa. Fischer, Berlin 1918
- Mein Lebensabend. Fischer, Berlin 1919 (Digitalisat der UB Bielefeld)
- Der Nachlass von Peter Altenberg, zusammensgestellt von Alfred Polgar. Fischer, Berlin 1925.
- Peter Altenberg. Auswahl von Karl Kraus, herausgegeben von Sigismund von Radecki. Atlantis, Zürich 1963
- Das Buch der Bücher von Peter Altenberg, zusammengestellt von Karl Kraus. 3 Bände. Wallstein, Göttingen 2009, ISBN 978-3-8353-0409-3
- Die Selbsterfindung eines Dichters. Briefe und Dokumente 1892–1896. Hrsg. und mit einem Nachwort von Leo A. Lensing. Wallstein, Göttingen 2009, ISBN 978-3-8353-0552-6

### In italiano
- Favole della vita. Una scelta dagli scritti, Altenberg Peter, 1981, Adelphi, a cura di Farese G.
- Ashanti (racconti), 1992, Edizioni Studio Tesi, Numerazione di collana 136. Fuori catalogo. Traduzione di Paola Cesaroni Google books
- Per le strade di Vienna, 96 pagine, 1º gennaio 2003, Passigli, Collana: Le occasioni ISBN 8836814050, ISBN 978-8836814053
- Ciò che mi porta il giorno, 1996 L'argonauta, ASIN: B00JRYGUDQ